# 寺前秀一
寺前 秀一（てらまえ しゅういち、1949年（昭和24年）5月1日 - ）は、日本の観光学者、政治家、運輸官僚。人流・観光研究所所長。元石川県加賀市長（1期）。学位は博士（観光学）。

## 来歴
石川県加賀市生まれ。1972年、東京大学法学部を卒業し、運輸省（現国土交通省）に入省。1998年より国土庁大臣官房審議官。2001年より気象庁次長。2003年、日本観光協会理事長に就任。2006年から高崎経済大学地域政策学部教授を務めた。2007年、立教大学で博士（観光学）の学位を取得。
2009年10月31日、石川県加賀市長に就任。市長在任中は観光政策に力を入れており、山代・山中・片山津といった温泉や加賀大聖寺藩十万石文化を「加賀ブランド」にイメージされるものとして、各温泉個別ではなく「加賀温泉郷」として加賀市ブランド化戦略を推進したいとしていた。2013年の加賀市長選挙に再選を目指して出馬し、自由民主党所属の石川県議会議員や保守系市議の支援を受けたが、森喜朗元首相や県選出国会議員が推す宮元陸に敗れ、落選した。なお、この市長選では2016年開業に向けて加賀市で整備中の統合新病院建設の是非が争点化され、寺前は建設計画推進の立場で立候補したが、宮元は計画の再検討を主張していた。
2014年、帝京平成大学人文社会学部観光経営学科教授に就任。同年4月に設立された人流・観光研究所所長を務める。2019年、瑞宝中綬章受章。2021年、新型コロナウイルス感染症の世界的流行の影響で報道等でも多く用いられるようになった「人流」が、ユーキャン新語・流行語大賞トップテンに選出され、寺前が受賞者に選ばれた。

## 著書

### 単著
- 経済構造改革と物流（1997年、白桃書房）ISBN 978-4561741176
- 新世紀交通課題（2000年、ぎょうせい）ISBN 978-4324060650
- 観光政策・制度入門（2006年、ぎょうせい）ISBN 978-4324079379
- 観光政策学―政策展開における観光基本法の指針性及び観光関係法制（2007年、イプシロン出版企画）ISBN 978-4903145334
- ユビキタス時代の人流（2009年、システムオリジン）ISBN 978-4990378011
- 観光・人流政策風土記（2010年、システムオリジン）ISBN 978-4990378028
- 観光学博士の市長実践記（2012年、システムオリジン）ISBN 978-4990679903
- 東京オリンピックを迎える学生・社会人のための観光・人流概論（2014年、システムオリジン）ISBN 978-4990679927

### 共著・編著
- 観光政策論（日本観光研究学会発行観光学全集第9巻）（2009年、原書房）ISBN 978-4562091379